# Astathes straminea
Astathes straminea är en skalbaggsart som beskrevs av Francis Polkinghorne Pascoe 1857. Astathes straminea ingår i släktet Astathes och familjen långhorningar.
Artens utbredningsområde är Burma. Inga underarter finns listade.